# Distretto di Ivanivka (oblast' di Odessa)
Il distretto di Ivanivka (in ucraino Іванівський район?, Ivanivs'kyj rajon) era un distretto dell'Ucraina situato nell'oblast' di Odessa; aveva per capoluogo Ivanivka. La popolazione era di 26.659 persone (stima del 2015). Il distretto fu costituito nel 1923 ed è stato soppresso in seguito alla riforma amministrativa del 2020.